# 康斯坦迪諾斯·查拉蘭皮迪斯
康斯坦迪諾斯·查拉蘭皮迪斯（希臘語：Κωνσταντίνος Χαραλαμπίδης；1981年7月25日—）是一位塞浦路斯足球運動員。在場上的位置是右邊鋒。他現在效力於塞浦路斯足球甲級聯賽球隊尼古西亞希臘人競技足球俱樂部。他也代表塞浦路斯國家足球隊參賽。